# Замковище
Замковище — історична місцевість, підвищення на півночі Києва, що межує з Біличим полем. Простягається вздовж вулиць Білицької, Замковецької, Мостицької та прилеглих вулиць.
У XVII столітті мали свій загородній будинок католицькі пріори, що й дало назву місцевості та Замковецькій вулиці.
За припущенням [джерело?] на території Замковища існував за часів Київської Русі літописний Ольжин град.